# Operación Sunbeam
Operación Sunbeam fue una serie de cuatro pruebas nucleares realizadas en el Emplazamiento de Pruebas de Nevada entre el 7 y el 17 de julio de 1962. La operación Sunbeam había probado un número de pequeñas ojivas nucleares "tácticas". El más notable de ellos fue el Davy Crockett.
El hito más notable de operación Sunbeam fue que se trató de la última serie de pruebas nucleares atmosféricas en el sitio de pruebas de Nevada por parte de Estados Unidos. Desde la operación Sunbeam, específicamente la prueba de Little Feller 1 de la Davy Crocket, todas las pruebas nucleares del Emplazamiento de Pruebas de Nevada se llevaron a cabo bajo tierra de acuerdo con el Tratado Parcial de Prohibición Total de Pruebas Nucleares.
- Datos: Q628481
- Multimedia: Operation Sunbeam / Q628481